# The Last Rebel
The Last Rebel è il settimo album in studio del gruppo musicale southern rock statunitense Lynyrd Skynyrd, pubblicato nel 1993.

## Tracce
1. Good Lovin's Hard to Find – 3:55
2. One Thing – 5:13
3. Can't Take That Away – 4:19
4. Best Things in Life – 3:54
5. The Last Rebel – 6:47
6. Outta Hell in My Dodge – 3:47
7. Kiss Your Freedom Goodbye – 4:46
8. South of Heaven – 5:15
9. Love Don't Always Come Easy – 4:34
10. Born to Run – 7:25

## Formazione
- Johnny Van Zant - voce
- Gary Rossington - chitarra
- Ed King - chitarra
- Leon Wilkeson - basso
- Billy Powell - piano, organo Hammond, sintetizzatore
- Randall Hall - chitarra
- Kurt Custer - batteria, percussioni
- Dale Krantz-Rossington - cori